# Fort Christina

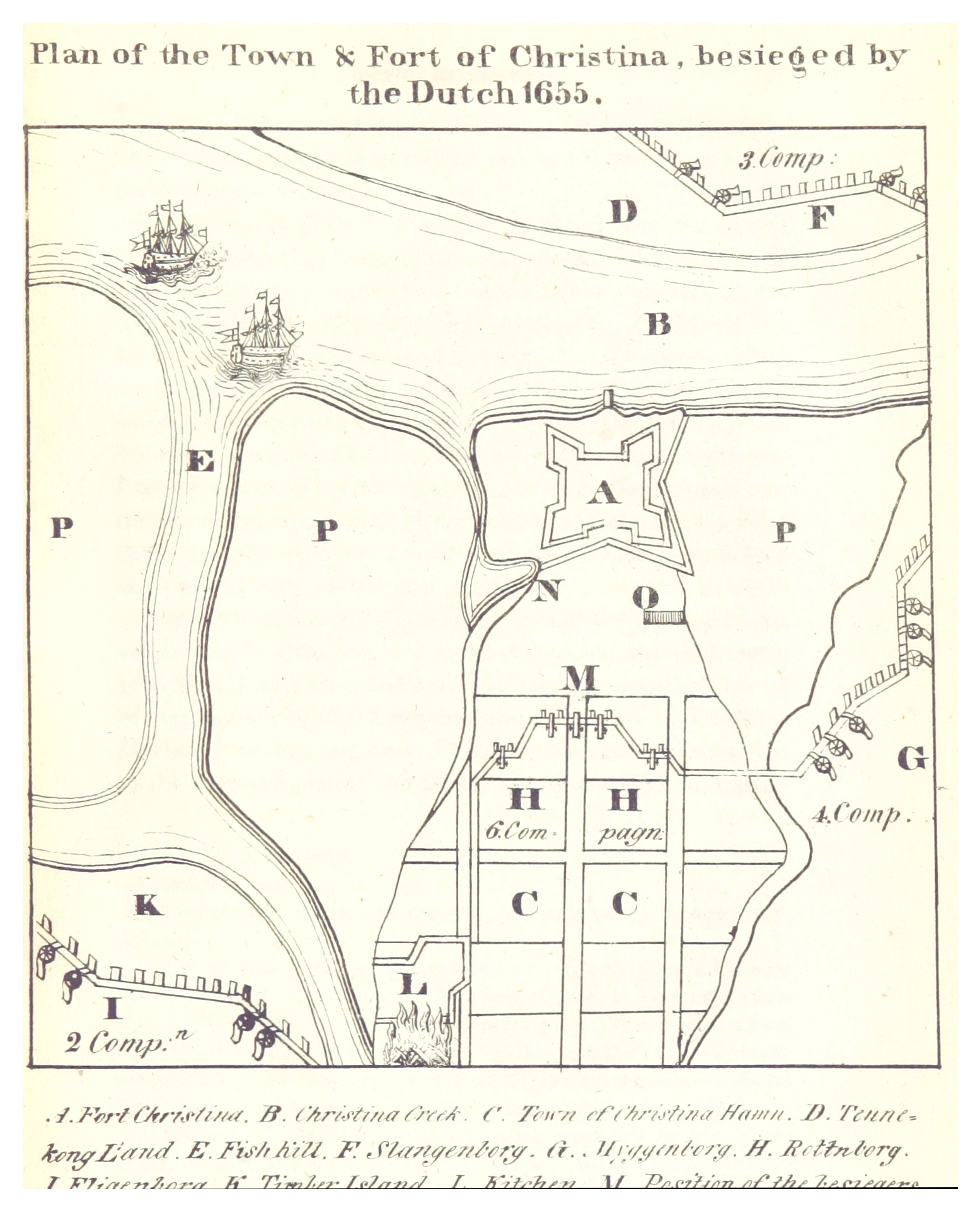
Christineskans och staden Christinehamns belägring av holländarna 1655.
A=Fortet; B=Christinekilen; C=staden Christinehamn; D=Tennekongslandet; E=Fiskekilen; F=Slangenborg; G=Myggenborg; H=Rottnborg; I=Fligenborg; K=Timmeröland; L=Köket; M=Holländarnas belägring; N=Hamn; O=Mina; P=Gungfly.

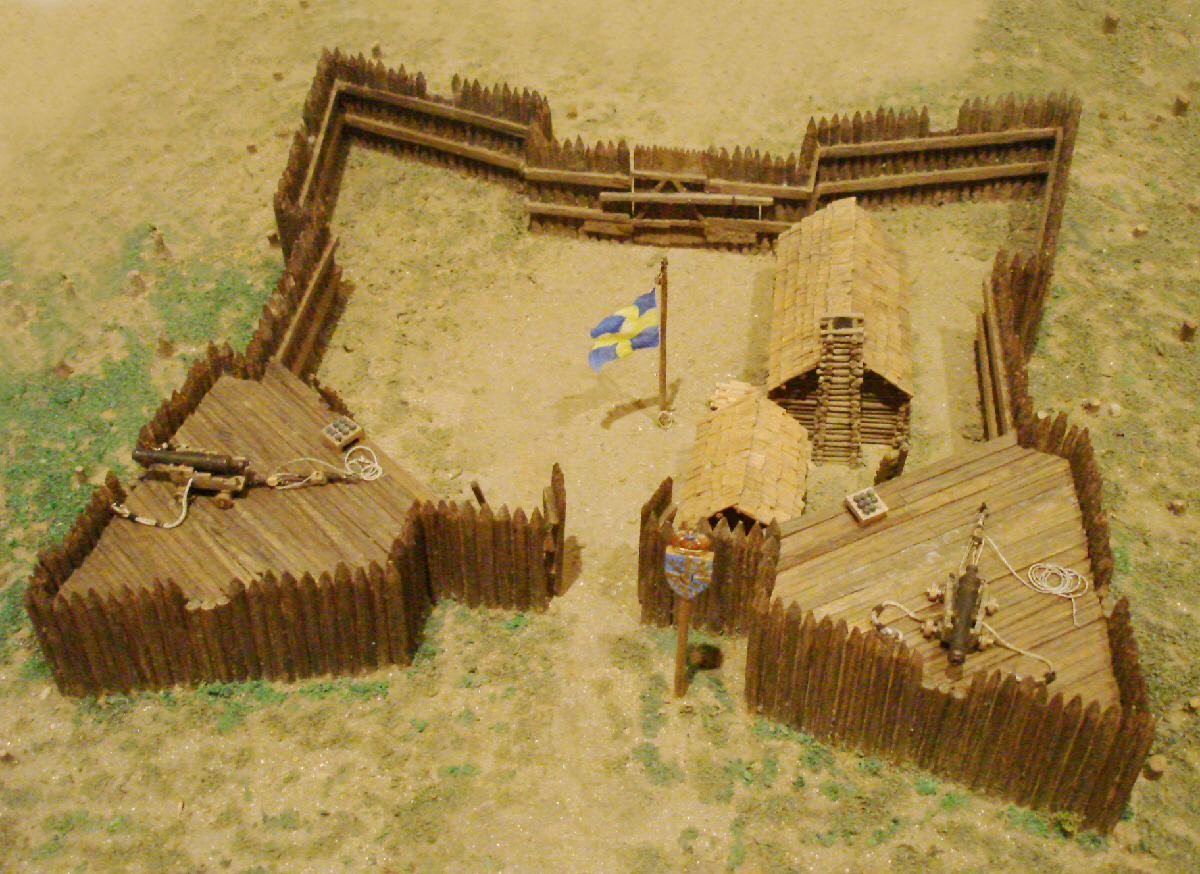
Rekonstruktion av skansen Fort Christina.

Lägeskarta under Nya Sverigetiden.

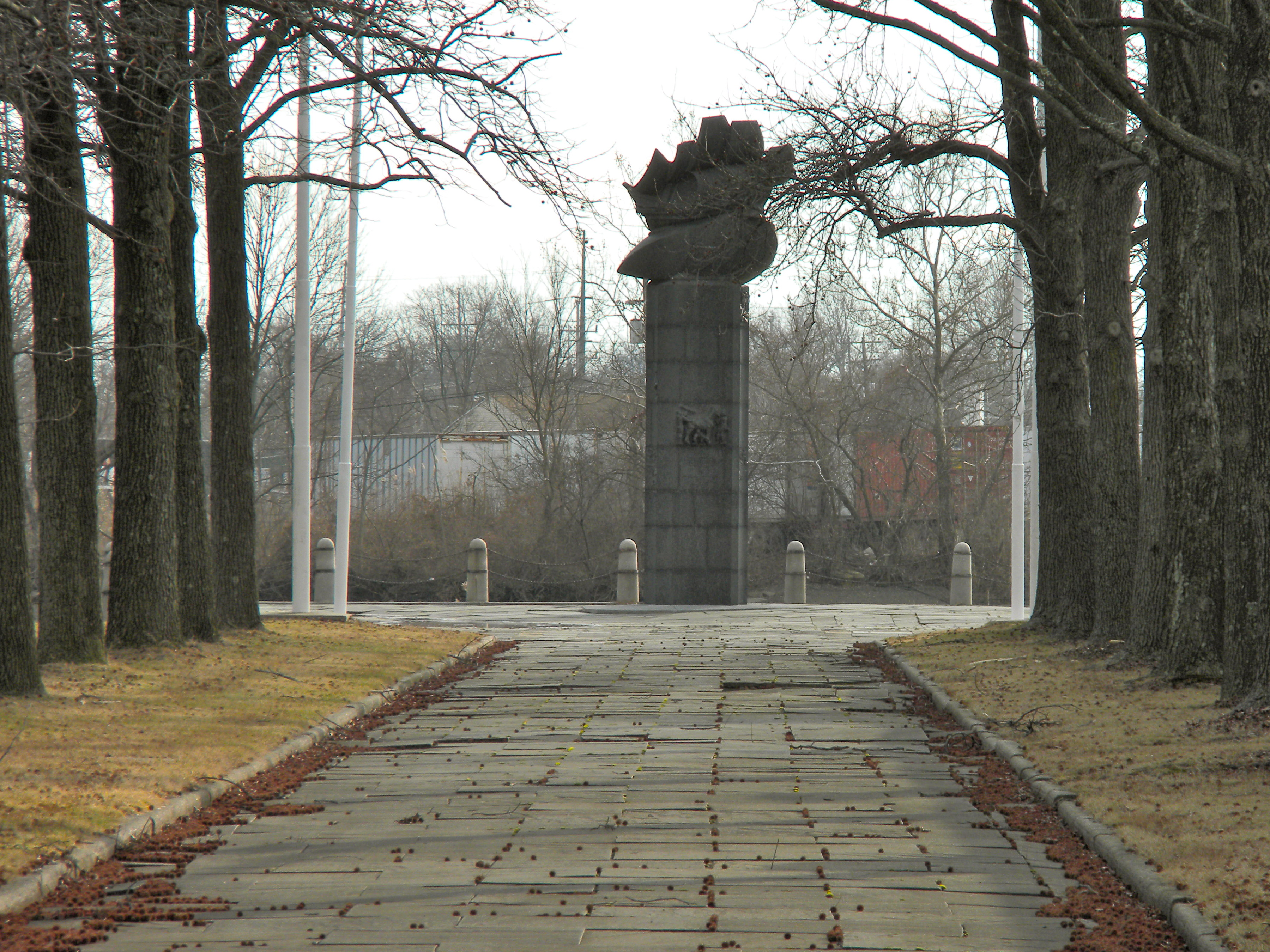
Fort Christinaparken med Delawaremonumentet.

Fort Christina (engelska: Fort Christina, senare Fort Altena; svenska: Fort Kristina eller Hopokahacking) var den första svenska bosättningen i Nordamerika. Anläggningen grundades 1638 som första bosättningen i den svenska kolonin Nya Sverige och låg i den nuvarande amerikanska delstaten Delaware. Bosättningen blev den första permanenta europeiska bosättningen i Delaware. I dag är området ett National Historic Landmark.

## Geografi
Fort Christina låg på en klippa vid den norra stranden av Kristinekilen (Christina River) vid sammanflödet med Fiskekilen (Brandywine Creek) (bifloder till Delawarefloden) cirka 1,5 km från centrum i nuvarande Wilmington. I dag är området del i parken "Fort Christina Park".

## Anläggningen
Från början bestod anläggningen endast av en försvarsanläggning (skans); senare utvidgades bebyggelsen - och Fort Christina syftar på engelska till hela området och alla dess byggnader. Skansen uppfördes i form av en fyrkant där den södra sidan låg direkt vid floden. I hörnen fanns försvarstorn; tre av dessa hade kanoner. Innanför fanns till en början två hus. Fler byggnader uppfördes allteftersom utanför skansen och området växte till ett fort. Numera återstår inget av fortets anläggningar.

## Historia
Skansen uppfördes våren 1638 av besättningen på Kalmar Nyckel och Fågel Grip i första svenska expeditionen till området under ledning av Peter Minuit. Fortet som namngavs efter dåvarande drottning Kristina var då befästning och bostad. Efter Minuits avresa hem till Sverige övertogs befälet över skansen av Måns Nilsson Kling.
1640 förstärktes befästningarna och ytterligare tre hus uppfördes under guvernör Peter Hollander Ridder. Befolkningen uppgick till cirka 70 personer. Året efter var fortet för litet och Ridder lät uppföra en kyrka utanför skansväggarna, även kolonisatörerna byggde nu bostäder utanför skansen. 1643 verkade Reorus Torkillus som garnisonspräst på fortet. 1647 byggdes hela skansen om.
1645 flyttade nye guvernören Johan Björnsson Printz huvudstaden först till Fort Nya Elfsborg och sedan till Fort Nya Göteborg på närbelägna Tinicumön. Fort Christinas kvarvarande bemanning drogs ned till 3 man, men fortet förblev områdets största bosättning. Printz själv flyttade till Fort Nya Göteborg, medan svärsonen Johan Papegoja uppförde ett bostadshus utanför Fort Christinas väggar.
Kring 1651 övergav svenskarna Fort Nya Elfsborg och Fort Nya Korsholm för att samla befolkningen kring Fort Christina som svar på holländarnas byggande av Fort Casimir. 1653 blev fortet åter huvudort för kolonin. och 1654 förstärktes skansen ytterligare och en ny palissad byggdes under guvernör Johan Classon Rising. Flera nya bostäder anlades runt skansen.
1655 inleddes belägringen av fortet, som då hade cirka 300 invånare, men endast cirka 30 soldater, av holländarna under ledning av Peter Stuyvesant och efter 10 dagar föll fortet, den 15 september. Holländarna reparerade senare skansen, döpte om anläggningen till "Fort Altena" och använde det till högkvarter för det Holländska Västindiska Kompaniet. Efter den engelska erövringen 1664 förföll skansen helt.

## Minnesmärken
1938 grundades Christina State Park och i samband med 300-årminnet av Nya Sverige avtäcktes Delawaremonumentet skapad av Carl Milles. Den 5 november 1961 utsägs området till National Historic Landmark.